# Хорватия на «Евровидении-1995»
Хорватия третий раз участвовала в сороковом выпуске телевизионного конкурса Евровидение-1995, который состоялся 13 мая в театре "Пойнт" в Дублине, Ирландия. Страну представляли группа Magazin и оперная певица Лидия Хорват-Дунько с песней Nostalgija, написанной известным хорватским композитором Тончи Хуличем на слова жены Векославы Хулич. По итогам голосования Magazin и Лидия заняли шестое место из 23, набрав 91 балл. Это первый случай на Евровидении, когда Хорватии удалось попасть в десятку лучших и, тем самым, зафиксировать свой первый успешный результат. Тем не менее, Nostalgija стала предшественницей хорватской заявки на Евровидение-1996 Sveta ljubav в исполнении Майи Благдан. Конкурс был показан HRT на канале HRT 1 с комментариями Александара "Ако" Костадинова. Глашатаем от Хорватии была Даниела Трбович.

## До «Евровидения»

### Dora 1995
Начиная с 1993 года, хорватский телевещатель HRT отвечает за организацию отбора заявки на Евровидение и дальнейшую трансляцию конкурса. Традиционно, хорватские заявки отбирались с помощью национального отбора под названием Dora. Третий выпуск Dora 1995 состоялся 12 марта в отеле Кварнер в Опатии. Как и в предыдущие годы двадцать песен прозвучало во время отбора, а победитель определялся голосованием регионального жюри из двадцати городов Хорватии. Все заявки поступили HRT через открытую подачу, организованную вещательной компанией. Среди конкурсантов была группа Srebrna krila, представлявшая Югославию на Евровидение-1988.
| Порядковый номер | Исполнитель                     | Название песни               | Очки | Место |
| ---------------- | ------------------------------- | ---------------------------- | ---- | ----- |
| 1                | Венера                          | Ova je pjesma tvoja          | 1    | 17    |
| 2                | Battifiaca                      | Još vavek                    | 11   | 13    |
| 3                | Mucalo                          | Neka ljubav spaja nas        | 0    | 19    |
| 4                | Маринела Малич                  | Mjesec je jak ko afrodizijak | 0    | 19    |
| 5                | Иван Микулич                    | Ti i ja                      | 25   | 11    |
| 6                | Leteći odred                    | Pišem ti pismo               | 28   | 9     |
| 7                | Stare staze                     | Ritam ljubavi mi daj         | 13   | 12    |
| 8                | Latino                          | Ne kunem ljubav              | 27   | 10    |
| 9                | Борис Новкович и Moonlight Cats | Pjesma moja to si ti         | 58   | 6     |
| 10               | Romantic                        | Telefon                      | 2    | 16    |
| 11               | Нина Бадрич                     | Odlaziš zauvijek             | 1    | 17    |
| 12               | Оливер Драгоевич                | Boginja                      | 115  | 2     |
| 13               | Зринка                          | Srce od zlata                | 109  | 3     |
| 14               | Bumerang                        | Suzy                         | 3    | 15    |
| 15               | Джулия                          | Babysitter                   | 10   | 14    |
| 16               | Давор Радольфи                  | Tvoje ime kao ime ruže       | 71   | 5     |
| 17               | Минеа                           | Good Boy                     | 36   | 8     |
| 18               | Мира Шимич                      | Oluja                        | 102  | 4     |
| 19               | Srebrna krila                   | Ljubav je za ljude sve       | 38   | 7     |
| 20               | Magazin и Лидия                 | Nostalgija                   | 150  | 1     |

## На «Евровидении»
В 1993 году в связи с распадом СССР, СФРЮ и ликвидацией Организации Варшавского договора Европейский вещательный союз ввёл правило о квалификации для стран-участниц конкурса. Согласно нему страны, занявшие первые восемнадцать мест, проходят квалификацию на участие в следующем выпуске Евровидения. Поскольку Хорватия по итогам 1994 года заняла 15-е место, то она приняла участие в следующем выпуске. В Дублине группа Magazin и Лидия выступали под номером 11, между Турцией и Францией. Во время выступления вокалистка Magazin Даниела Мартинович была одета в белое платье, а Лидия Хорват-Дунько в красное платье. Музыканты группы их сопровождали. По итогам голосования Magazin и Лидия заняли шестое место из 23, набрав 91 балл, включая максимальные 12 баллов от Испании, Словении и Мальты. Это первый случай на Евровидении, когда Хорватии удалось попасть в десятку лучших и, тем самым, зафиксировать свой первый успешный результат. Несмотря на внесение изменений в правило о квалификации, Хорватия смогла принять участие в 1996 году. 12 очков хорватское жюри присудило Мальте, а 6 очков отдало России. Россия не присудила Хорватии ни одного очка. Дирижёром оркестра во время исполнение хорватской заявки был Стипица Калоджера.

### Голосование
| Очки      | Страна                            |
| --------- | --------------------------------- |
| 12 баллов | - Испания - Мальта - Словения     |
| 10 баллов | - Босния и Герцеговина - Исландия |
| 8 баллов  |                                   |
| 7 баллов  | - Норвегия - Турция               |
| 6 баллов  |                                   |
| 5 баллов  | - Греция - Кипр                   |
| 4 балла   | - Израиль - Португалия            |
| 3 балла   | - Ирландия                        |
| 2 балла   |                                   |
| 1 балл    |                                   |

| Очки      | Страна               |
| --------- | -------------------- |
| 12 баллов | Мальта               |
| 10 баллов | Испания              |
| 8 баллов  | Босния и Герцеговина |
| 7 баллов  | Греция               |
| 6 баллов  | Россия               |
| 5 баллов  | Турция               |
| 4 балла   | Израиль              |
| 3 балла   | Франция              |
| 2 балла   | Словения             |
| 1 балл    | Кипр                 |